# Geranium ponticum
Geranium ponticum là một loài thực vật có hoa trong họ Mỏ hạc. Loài này được (P.H.Davis & J.Roberts) Aedo mô tả khoa học đầu tiên năm 1994.